# Beatriz de Dia
Beatriz de Dia ou Condessa de Dia (Provença, 1140-1180) foi uma trovadora italiana. Foi a mais famosa trovadora do pequeno grupo das trobairitz, versão feminina de trovadores homens, que escreveram canções de amor durante os séculos XII e XIII. 
A sua canção "A chantar m'er de so qu'eu no volria", é a única peça trovadoresca de autoria feminina cuja música sobrevive intacta.

## Percurso
Beatriz nasceu em uma cidade junto ao rio Drôme, filha do Conde Isoardo II de Die, em Provença. Foi casada com o conde de Viennois, e cultivou, durante muito tempo, uma paixão proibida, mas não muito secreta, pelo trovador Rimbaud de Orange, a quem dedicou seus poemas. Das quatro canções que escreveu - A chantar m’er de so q’ieu non volria, Ab joi et ab joven m’apais, Estat ai en greu cossirier e Fin ioi me don'alegranssa -, a primeira é a única peça trovadoresca medieval de autoria feminina cuja música sobrevive intacta até hoje. Eis a primeira estrofe dessa canção:
Ponho-me a cantar o que não queria Queixo-me tanto de quem sou a ‘amiga’ Pois amo-o mais que tudo nesta vida: Nada mais o toca: dó, nem cortesia, Nem n’alma, veleza e valores tantos. Por ele sou enganada e traída, Assim como se me faltassem encantos

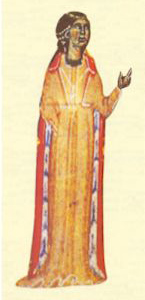
Desenho medieval da Condessa de Dia

## Obras conhecidas
- "A chantar m’er de so q’ieu non volria"
- "Ab joi et ab joven m’apais"
- "Estat ai en greu cossirier"

## "A chantar m'er de so qu'eu no volria"
Esta é a transcrição moderna da canção. O texto está em língua occitana.